# Gaël Besnard
Gaël Besnard est un joueur international français de rink hockey né le 13 décembre 1978. 

## Carrière
Dès 1996, il participe à des sélections afin d'accéder à l'équipe de France jeune, mais il ne sera retenu pour participer à un championnat européen des moins de 20 ans qu'en 1997. 
Il participe à quatre coupes latines en 1998, 1999, 2000 et 2001, avant d'être sélectionné en 2001 pour prendre part à la coupe des Nations. Il s'agit de l'unique édition de la compétition à s'être déroulé sans l'Espagne. 
Cette même année, il participe au championnat du monde organisé par l'Argentine. 

## Palmarès
- Championnat du monde : 5e place en 2001
- Coupe latine : 2e place en 2001
- Coupe des nations : 5e place en 2001
- Championnat d'Europe jeune : 4e place en 1997